# HOMR
HOMR, estilizado como HOMЯ, y titulado Homero en Hispanoamérica, es un episodio perteneciente a la duodécima temporada de la serie animada Los Simpson, estrenado en Estados Unidos el 7 de enero de 2001 y el 2 de septiembre de 2001 en Hispanoamérica. Fue escrito por Al Jean y dirigido por Mike B. Anderson. En el episodio, se descubre la causa de la estupidez de Homer. Este episodio ganó el premio Emmy de 2001 al "Mejor programa de animación (De menos de una hora)".

## Sinopsis
Todo comienza cuando la familia visita un festival, y Homer descubre Animotion, una tecnología utilizada en la producción de dibujos animados. Con esta técnica, los dibujos podían realizar movimientos como si fuesen humanos. A Homer le gusta tanto Animotion, que gasta todo el dinero familiar en comprar acciones. Sin embargo, un segundo después de haber realizado la inversión, la compañía cae en bancarrota haciendo que Homer pierda lo invertido (curiosamente, Homer era el único accionista de la compañía). 
Para devolver el dinero familiar, Homer consigue un trabajo en un centro médico. En un experimento, los médicos prueban muchos productos experimentales con Homer, sin dar muchos resultados. En uno de esos, los científicos observan que Homer era más tonto que un ratón por lo que investigan por qué Homer era así. Tras algunas radiografías, encuentran un crayón de cera en el cerebro de Homer (había sido introducido allí durante su niñez), y que era la causa de su estupidez. Los científicos, luego, le dicen que si se sacaba lápiz de cera, podría incrementar su inteligencia o morir. Homer decide arriesgarse y se hace la operación, aunque al principio, malinterpreta el objetivo de la operación. 
Después de que le saquen el crayón, el cociente intelectual de Homer crece de 55 a 110 puntos (ligeramente más alto que la media). Su súbita inteligencia le permite tener una mejor relación con Lisa. Un día, Homer escribe un reporte sobre la seguridad de la Planta Nuclear el cual, obligó al Sr. Burns a despedir a todo el personal mientras se hacía una regularización en la Planta Nuclear.
Los amigos de Homer, quienes al principio habían quedado gratamente sorprendidos al ser este más inteligente, comienzan a odiarlo porque varios fueron despedidos por su inteligencia, y pronto Homer es expulsado de la taberna de Moe. De repente Homer le pregunta el por qué pasaba esto. Lisa le explica con un gráfico, que cuanto más inteligente es uno, menos feliz es.
Luego de entender la situación, Homer quiere ser nuevamente un estúpido pero los científicos no querían hacer eso por lo que éstos le sugieren que busque a un especialista sin licencia (irónicamente ese era Moe). Homer le pide a Moe que le introduzca el crayón al cerebro. Moe accede y lo hace.
Lisa se preocupa porque su crayón había desaparecido, Marge le dice que pudo haberse perdido pero cuando Homer vuelve a su casa, entrando por la ventana en lugar de la puerta, Marge admite que el crayón está en el cerebro de Homer. Esto desilusiona a Lisa, ya que se había acabado el tiempo de visitar la biblioteca y hacer otras actividades culturales con su padre.
Sin embargo, pronto encuentra una carta que Homer le había escrito antes de la operación, explicándole que ahora entendía cómo era ser tan inteligente como ella, y que, además, la apreciaba más que nunca. Lisa, al ver la carta, decide aceptar la decisión de su padre y corre a abrazarlo y aunque al principio, Homer malinterpreta sus intenciones, luego le da un abrazo.